# Adnan Z. Amin
Adnan Z. Amin ist ein kenianischer Diplomat und ehemaliger Generaldirektor der Internationalen Organisation für Erneuerbare Energien (IRENA). Er übernahm den Vorsitz der IRENA zum 1. November 2010 von seiner Vorgängerin Hélène Pelosse, die im August 2010 nach nur 18 Monaten im Amt zurückgetreten war. Am 3. April 2019 endete seine Tätigkeit als Generaldirektor der IRENA. Auf Beschluss der IRENA-Generalversammlung wurde ihm jedoch der Ehrentitel „Director-General Emeritus“ verliehen.
Amin arbeitete bis in die 1980er Jahre zu Themen der Entwicklungspolitik am Institute of Development Studies der britischen University of Sussex sowie bei der Weltbank. Anschließend ging er zum Umweltprogramm der Vereinten Nationen (UNEP) und erfüllte dort verschiedene Funktionen. 1997 wurde er zum Direktor des UNEP-Büros in New York ernannt.
Auf seinem letzten Posten vor dem Wechsel zur IRENA fungierte Amin als Direktor des Chief Executives Board for Coordination (CEB), des wichtigsten Gremiums zur UN-weiten Koordination seiner 28 Mitgliedsorganisationen.